# أكسل كوله
أكسل كوله (بالنرويجية البوكمول: Axel Kolle)‏ هو لاعب كرة قدم نرويجي في مركز الوسط، ولد في 24 يناير 1973 في فريدريكستاد في النرويج. لعب مع نادي ستابك ونادي فريدريكستاد ونادي لين.

## وصلات خارجية
- أكسل كوله على موقع اتحاد النرويج (النرويجية)